# Rattachismo

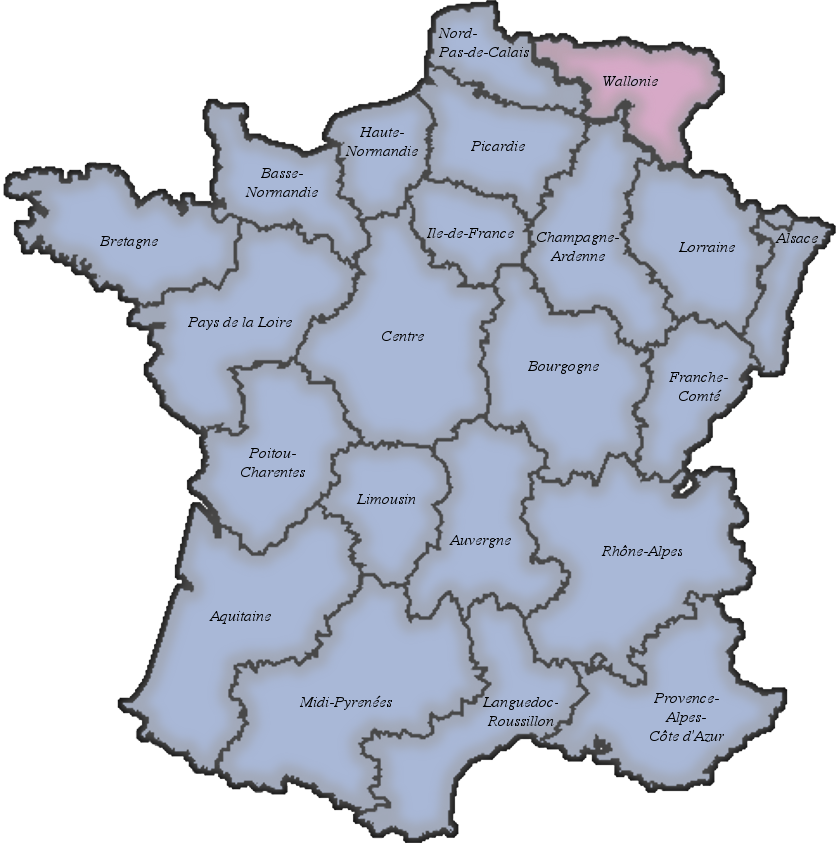
Mappa delle regioni della Francia continentale (prima della riforma del 2014) con l'aggiunta della Vallonia

Il rattachismo (in francese: rattachisme, IPA: [ʁataʃism]) o riunionismo (reunionisme) è un'ideologia politica che auspica che i territori francofoni in Belgio (Vallonia) si separino dal Belgio e si uniscano alla Francia. Anche Bruxelles (che si trova nel mezzo delle Fiandre ma oggi parla principalmente francese) potrebbe rientrare nell'ambito di questa ideologia. Questa ideologia può essere considerata come "orangismo" o "Grootneerlandismo" alla francese.
L'ideologia del rattachismo è sostenuta dal Raggruppamento Vallone e il Raggruppamento Vallonia Francia.

## Supporto
Secondo i risultati di un sondaggio del 2008 pubblicato dal quotidiano francese La Voix du Nord, circa il 60% degli intervistati francesi ha sostenuto la fusione con la Vallonia. Secondo il sondaggio del novembre 2007, il 54% degli intervistati ha sostenuto l'integrazione. D'altra parte, secondo i risultati dell'indagine in Vallonia dal 2010 (durante la crisi politica belga del 2007-2011), il 32% degli intervistati valloni ha sostenuto l'unificazione con la Francia se il Belgio fosse diviso.